# 普宁公主 (唐代宗)
普宁公主（?—?），唐朝公主，是中国唐朝第八代皇帝唐代宗李豫之女。她的生母不详，史书记载了她的封号普宁公主，普宁公主嫁给了卫尉卿吴士广（或作吴士彦）。大历七年（772年）七月十六日，与嘉丰公主同时出嫁。在光顺门册封，遇大雨，礼仪不成。吴士广是唐玄宗之女楚国公主和驸马吴澄的儿子。 